# Камышинский сельский совет (Ахтырский район)
Камышинский сельский совет (укр. Комишанська сільська рада) — входит в состав Ахтырского района Сумской области Украины.
Административный центр сельского совета находится в 
с. Камыши.

## Населённые пункты совета
- с. Камыши
- с. Лимарево
- с. Овчаренки
- с. Озёра
- с. Перелуг